# 25e à 21e millénaires avant le présent
40e à 36e millénaires AP |
35e à 31e millénaires AP |
30e à 26e millénaires AP |

25e à 21e millénaires avant le présent
|
20e à 18e millénaires AP |
17e à 15e millénaires AP |
XIIe millénaire av. J.-C.

Cet article couvre la période préhistorique comprise entre 25 000 et 20 000 ans avant le présent (AP). Cette période correspond au dernier maximum glaciaire, durant lequel les glaciers atteignent leur extension maximale et les mers leur plus bas niveau. Les terres les plus septentrionales sont alors presque entièrement dépeuplées. Seule l'espèce Homo sapiens demeure sur la planète. 

## Évènements
- De 26 000 à 19 000 ans avant le présent (AP) : dernier maximum glaciaire[1], période la plus froide de la glaciation de Würm[2]. Vers 21 000 ans AP, le niveau des mers baisse jusqu'à 120 mètres au-dessous du niveau actuel[3].

### Afrique
- 21 900 ans AP : La grotte des Pigeons, à Tafoughalt, au Maroc, livre de nombreux fossiles humains accompagnés d'une industrie ibéromaurusienne[4].

### Amérique
- Vers 25 000 ans AP : présence humaine attestée dans l'abri de Santa Elina, à Jangada, dans le Mato Grosso, au Brésil. Des objets de pierre retouchés ont été trouvés sur le site, associés à des restes de Glossotherium, un paresseux terrestre géant[5].
- De 24 000 à 15 000 ans AP : occupation humaine à la grottes de Bluefish, près de Old Crow, dans le Yukon, au Canada, attestée par la découverte d'ossements d'animaux portant des entailles en forme de V, marque de dépeçage avec des pierres taillées. Les occupants chassaient notamment le caribou et le cheval, bien avant l'extinction de ce dernier en Béringie[6].
- 23 000 ans AP : vestiges d’habitat sédentaire à Tlapacoya, près de Mexico[7].

### Asie-Pacifique
- Vers 25 000 ans AP : accroissement de la population et intensification des échanges maritimes en Nouvelle-Guinée : l’île de Manus, distante de 230 km, est colonisée. L’obsidienne de Nouvelle-Bretagne est exportée en Nouvelle-Irlande vers 20 000 ans AP. Des animaux sont introduits dans l'archipel Bismarck à partir de la Nouvelle-Guinée (coucous gris à Buang Merabak et Matenbek), et les coquillages sont de plus en plus exploités entre 24 000 et 20 500 ans AP. La création de sites d’altitude s’intensifie à la fin du Pléistocène supérieur (NFX, Batari, Wanlek, Yuku, Kafiavana, Manim et Kiowa)[8].
- De 24 000 à 14 000 ans AP : exploitation du gisement de silex de la grotte de Koonalda (en), en Australie[9].
- 23 000 ans AP : le site de Longwangchan, au Shaanxi (Chine), sur le cours moyen du Fleuve Jaune, qui serait un camp saisonnier spécialisé dans la production lithique, livre des meules et des outils en pierre polie, dont un qui pouvait servir de pioche, associés à de nombreux microlithes. Les sites voisins de Xiachuan (23 900 à 16 400 ans AP) et Shizitan (21 000 à 8 500 ans AP) livrent également des meules (dalles et broyeurs) contemporaines, utilisées pour broyer le millet sauvage, des racines et des tubercules[10],[11],[12].
- 22 000 ans AP : gravures pariétales du site de Calvert Range, Kaalpi, dans le désert occidental, en Australie[13].

### Moyen-Orient
- Entre 23 500 et 22 500 ans AP : le site kébarien d'Ohalo II, sur la rive sud-ouest du lac de Tibériade, en Israël, livre les restes biens conservés d'un camp de chasseurs-cueilleurs-pêcheurs, pendant le dernier maximum glaciaire, à la faveur de la baisse du niveau du lac en 1989. Il comprend les sols et les bases des murs de six huttes ovales, six foyers en plein air et une tombe. Des restes d'animaux (poisson, tortue, oiseaux, lièvre, renard, gazelle et cerf), des parures de coquillages, des outils de pierre taillés ont été découverts. La submersion a permis une très bonnes conservation des matériaux organiques, ce qui a permis d'identifier près de 140 espèces de plantes sauvages, médicinales ou comestibles, dont un nombre élevé de céréales (blé sauvage, orge, avoine) et de fruits (amande sauvage, olive sauvage, pistache et raisin sauvage). Une meule portant des restes d'amidon indique que les céréales étaient transformées en farine. La présence de faucilles en pierre et de proto-mauvaises herbes associées aux céréales (indicateurs de culture) semble indiquer une tentative de domestication de céréales sauvages, reportant de 11 000 ans les prémices de l'agriculture[14].

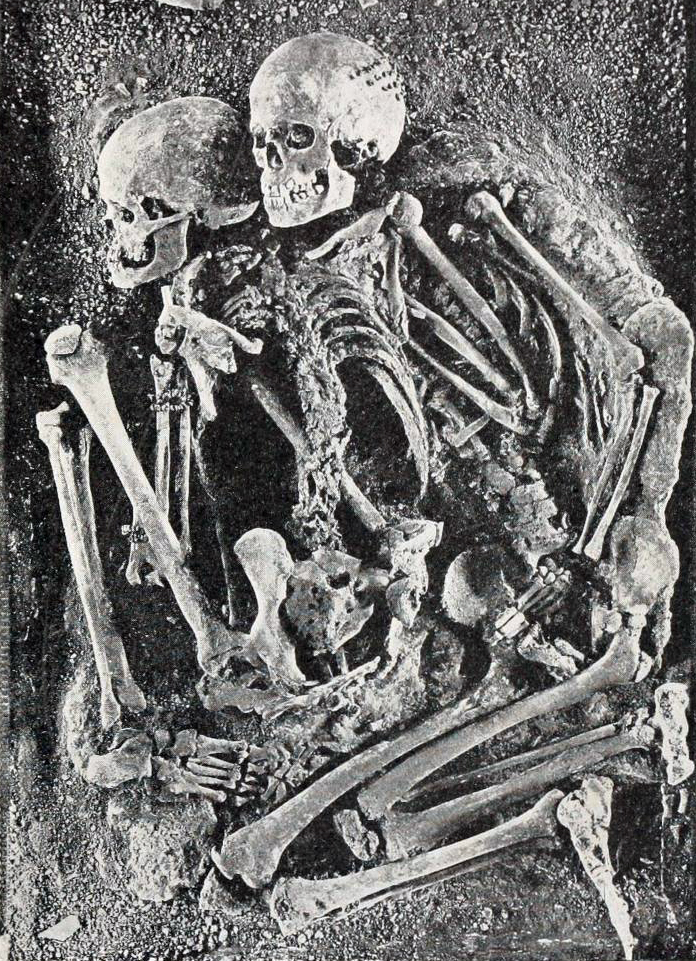
Sépultures de Grimaldi.

### Europe
- De 26 000 à 22 000 ans avant le présent (AP) : sépulture des grottes Balzi Rossi, à Grimaldi, près de Vintimille, en Ligurie (Italie), où ont été découverts les restes d'une femme âgée et d'un adolescent. Les Balzi Rossi ont aussi livré des statuettes féminines gravettiennes en stéatite verte ou jaune, montrant la grande habileté des artistes de cette époque.
- Vers 26 000 à 21 000 ans AP : à Kostenki 15, dans l'oblast de Voronej, en Russie, un enfant de six à sept ans est inhumé dans une fosse, les jambes recouvertes d'une omoplate de mammouth, avec une coiffe de 150 dents de renard polaire et un couteau en os de mammouth[15].

- Vers 25 000 ans AP :

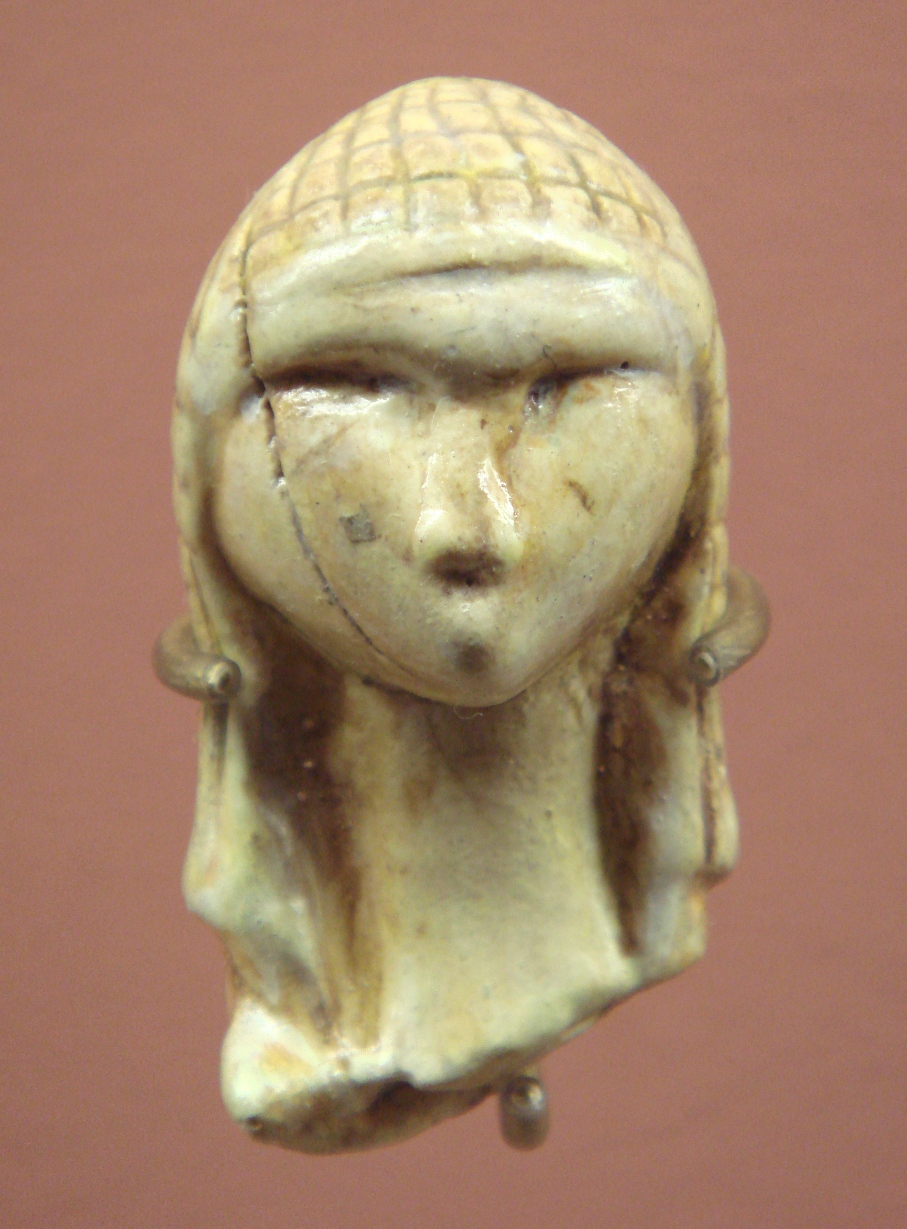
La Dame de Brassempouy, une des premières représentations réalistes du visage humain.

  - gravures et peintures gravettiennes de la grotte du Pech Merle, à Cabrerets, dans le Lot ; un des « chevaux ponctués » est daté de 24 640 ± 390 ans AP[16].
  - peintures gravettiennes des Grottes de Cougnac, à Payrignac, dans le Lot. Plusieurs repeints du Solutréen ont été observés sur les figures de deux Megaloceros, dont les datations obtenues sont de 23 610 et 22 750 ans AP pour la bosse du garrot et le dos du mâle ; 25 120 ans AP pour le garrot et le poitrail de la femelle, 19 500 ans AP pour la croupe[17].
  - sépulture pavlovienne de Brno II, en Moravie. Elle contient les restes d'un homme d'âge moyen et une riche collection de colliers, d'objets gravés et de figurines d'ivoire, dont une remarquable statuette masculine articulée en ivoire de 13,3 cm[18].
- De 25 000 à 20 500 ans AP : Solutréen, industrie lithique trouvée en France et en Espagne. Très grande maitrise des techniques de taille : feuilles de laurier, feuilles de saule, pointe à cran en silex (armes de chasse), propulseurs, aiguilles à chas en os[19]. Traitement thermique de certains outils lithiques, notamment pour améliorer la retouche par pression, utilisée pour façonner les feuilles de saule et les pointes à cran[20]. Art solutréen : bas-reliefs sculptés du gisement du Roc-de-Sers, en Charente, et du Fourneau-du-Diable, en Dordogne. Peintures à l’ocre rouge de la grotte de la Tête du Lion, en Ardèche (21 650 ans AP). La grotte de Lascaux, traditionnellement attribuée au Magdalénien, remonte peut-être à la fin du Solutréen.
- Vers 24 500 ans AP :
  - sépulture du site de Lagar Velho, dans la vallée de Lapedo, au Portugal, découverte en 1998. Elle contient le squelette d'un enfant âgé de trois ans et demi à cinq ans, associé à une industrie lithique du Gravettien. Les caractères morphométriques associeraient, selon ses inventeurs, des traits caractéristiques des hommes modernes et des Néandertaliens et en feraient un potentiel hybride entre les deux espèces[21].
  - homme d'Eel Point, humérus d'Homo sapiens découvert en 1997 sur l'île de Caldey, au Pays de Galles, daté à 24 470 ± 110 ans AP. C'est le troisième plus ancien spécimen d'homme moderne connu en Grande-Bretagne, après le maxillaire de la grotte de Kent et le squelette de la Dame rouge de Paviland[22].

- 23 000 ans AP :

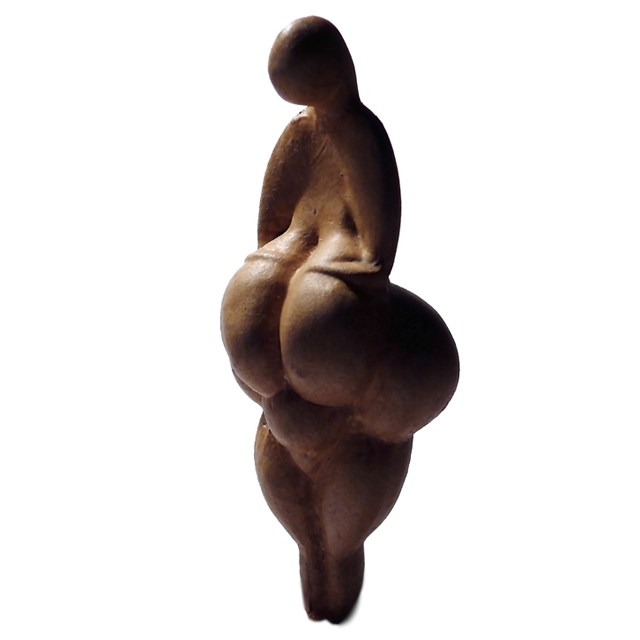
Vénus de Lespugue

Bâton percé de l'abri de la Madeleine.

  - bâton de jet en ivoire de la grotte d'Oblazowa, en Pologne, le plus ancien attesté en Europe (Gravettien)[23].
  - hutte en pierre et os de mammouth de Dolní Věstonice, datée de 23 000 ans AP[24].
  - Le campement de Kostenki 17, en Russie, sur le Don, daté autour de 23 000 à 22 000 ans AP, livre les restes de deux structures ovalaires en ossements de mammouth d'environ 35 m × 15 m[25].
  - Vénus de Renancourt, statuette féminine gravettienne découverte à Amiens en 2019[26].
- Entre 23 000 et 22 000 ans AP : vénus de Lespugue, sculptée dans une défense de mammouth, découverte en 1922 à Lespugue, datée par contexte archéologique non remanié.
- De 23 000 à 19 000 ans AP : repli des populations humaines vers le sud de l’Europe, notamment vers les péninsules méditerranéennes, lié au dernier maximum glaciaire[13].
- De 23 000 à 12 000 ans AP : la production de bâtons percés, appelés aussi bâtons de commandement, artéfacts faits en bois de cervidés, se répand en Europe, utilisés peut-être comme redresseur de sagaies en os ou comme propulseur[27].
- 22 800 ans AP : vénus de Moravany (Slovaquie), statuette de femme taillée dans une défense de mammouth datée par le carbone 14[28].
- De 21 000 à 18 000 ans AP : Badegoulien, culture matérielle trouvée en France et dans la péninsule Ibérique[29].